# Bernd Martin
Bernd Martin (Stuttgart, 1955. február 10. – 2018. december 1.) nyugatnémet válogatott német labdarúgó, hátvéd.

## Pályafutása

### Klubcsapatban
1973 és 1982 között a VfB Stuttgart, 1982 és 1985 között a Bayern München labdarúgója volt. A müncheni csapattal egy bajnoki címet és egy kupagyőzelmet ért el.

### A válogatottban
1978 és 1980 között kilencszeres B-válogatott volt és két gólt szerzett. 1979-ben egy alkalommal szerepelt a nyugatnémet válogatottban. 1979. május 2-án a Wales elleni 2–0-s győzelemmel végződő Európa-bajnoki mérkőzésen szerepelt Wrexhamben. Uli Stielike helyére állt be a 88. percben. 

## Sikerei, díjai
VfB Stuttgart
- Nyugatnémet bajnokság (Bundesliga)
  - 2.: 1978–79

 FC Bayern München
- Nyugatnémet bajnokság (Bundesliga)
  - bajnok: 1984–85
- Nyugatnémet kupa (DFP-Pokal)
  - győztes: 1984
  - döntős: 1985